# Jens Bang-Rasmussen
Jens Bang Bang-Rasmussen (født 1966) er en dansk klassisk guitarist.
Jens Bang-Rasmussens internationale musikalske karriere startede efter en invitation til en koncertoptræden på Moskva musikkonservatorium i 1995, og efterfølgende har han efterfølgende medvirket ved koncerter på alle seks kontinenter.
Blandt de mest centrale udfordringer i Jens Bang-Rasmussens musikalske karriere, udover CD-indspilninger og koncerter, er hans arbejde med kompositioner for guitar af de tre danske komponister Henrik Rung (1807-71), Søffren Degen (1816-86) og Frederik Carl Lemming (1782-1846).

## Uddannelse
Jens Bang-Rasmussen blev optaget som elev på Det Kongelige Danske Musikkonservatorium i 1986 med klassisk guitar som hovedfag. Efter afsluttende eksamen i 1992 fortsatte sine studier på SUNY Purchase i New York hos de tre guitarister David Starobin, William Anderson og David Leisner. 

## Discografi
- Henrik Rung Danish National Composer and Guitar Virtuoso - (CLASSCD234)
- Romantic Guitar Sonatas. Works by Sor and Giuliani - (CLASSCD492)
- Robert Schumann, Dichterliebe - (FPCD2018) (Første transskription indspilning for sang og guitar)
- Nordic Colors, Music for cello and guitar by Fauré, Grieg, Sibelius, Degen, Rung, Schubert - (CDK 1003)